# Thomas James Churchill
Thomas James Churchill (10 de Março de 1824 – 14 de Maio de 1905) foi um político americano que exerceu como o 13° Governador do Arkansas de 1881 até 1883. Antes disso, era um oficial superior do Exército dos Estados Confederados que comandou infantaria nos teatros Ocidentais e Trans-Mississippi da Guerra Civil Americana.

## Primeiros anos e educação
Thomas James Churchill nasceu perto de Louisville, Kentucky. Formou-se no St. Mary's College em Bardstown em 1844, depois estudou direito na Universidade Transilvânia em Lexington. Serviu durante a Guerra Mexicano-Americana, subindo para o posto de primeiro tenente na 1ª Cavalaria de Rifles de Kentucky. Foi capturado pelos mexicanos e permaneceu prisioneiro de guerra até o final do conflito. Em 1848, mudou-se para Little Rock, Arkansas, casou-se com a filha do Senador dos Estados Unidos Ambrose H. Sevier e tornou-se agricultor. Nomeado pelo Presidente James Buchanan, exerceu como chefe dos correios de Setembro de 1857 até Março de 1861.

## Guerra Civil Americana
No início da Guerra Civil, Churchill ofereceu seus serviços ao estado e foi eleito coronel da 1ª Cavalaria de Rifles de Arkansas. Seu primeiro combate ocorreu na Batalha de Wilson's Creek, perto de Springfield, Missouri. No dia 4 de Março de 1862, foi promovido a general de brigada e logo depois participou da Campanha de Kentucky do Major-General Kirby Smith. Churchill desempenhou um papel importante na vitória da Batalha de Richmond, comandando uma divisão de homens do Texas e do Arkansas. Liderando sua divisão por um desfiladeiro que ficou conhecido como "Churchill's Draw", realizou um ataque de flanco bem-sucedido e surpreendente. No dia 17 de Fevereiro de 1864, Churchill foi citado como um dos três oficiais a receber reconhecimento especial em uma resolução de Agradecimentos do Congresso Confederado por suas ações em Richmond.
Na parte final de 1862, Churchill foi transferido de volta para o Arkansas e encarregado das fortificações no Posto de Arkansas. Em Janeiro de 1863, o Posto foi atacado e capturado na Batalha de Fort Hindman por uma grande tropa da União sob o comando do Major-General John A. McClernand. Após sua troca, Churchill continuou seu serviço no Departamento de Trans-Mississippi e comandou uma divisão durante a Campanha de Red River. Desempenhou um papel importante na Batalha de Jenkins Ferry e foi promovido a major-general no dia 17 de Março de 1865.

## Últimos anos
Na Guerra de Brooks-Baxter, em 1874, Churchill apoiou Baxter e ajudou a inscrever voluntários nas milícias de Baxter. Churchill foi eleito Tesoureiro do Estado do Arkansas em 1874 e foi reeleito em 1876 e 1878. Churchill foi eleito governador do Arkansas em 1881 e exerceu até sua renúncia em 1883. Enquanto governador, Churchill foi atormentado por alegações de discrepâncias na conta da tesouraria desde quando exerceu como tesoureiro do estado. Um comitê especial constatou uma escassez de fundos do Estado e um processo foi movido contra Churchill. Churchill recebeu a ordem de reembolsar os fundos que faltavam. Morreu em Little Rock e foi sepultado no histórico Cemitério Mount Holly com honras militares.